# 이탈리아식 르네상스 정원

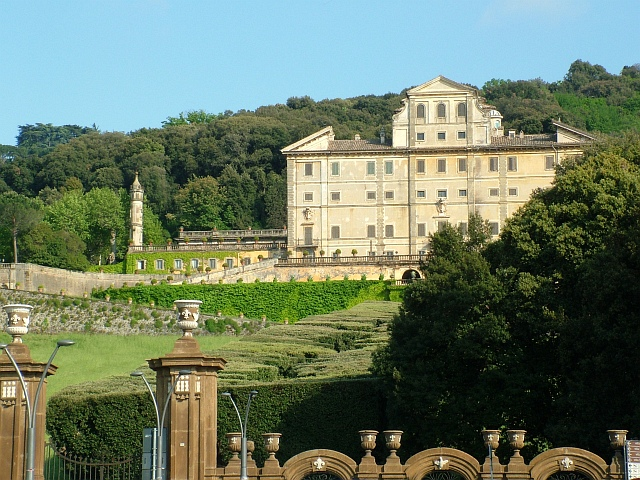

이탈리아식 르네상스 정원(Italian Renaissance garden)은 15세기 후반 로마와 피렌체의 빌라에서 등장한 새로운 스타일의 정원으로, 질서와 아름다움에 대한 고전적 이상에서 영감을 받았으며, 정원 전망과 그 너머의 풍경을 감상하는 즐거움, 묵상하고 정원 자체의 광경, 소리, 냄새를 즐기는 것을 의도했다.
후기 이탈리아 르네상스 시대에 정원은 더욱 크고 웅장해졌으며 더욱 대칭적이 되었으며 분수, 조각상, 동굴, 물 오르간 및 소유자를 기쁘게 하고 방문객을 즐겁게 하고 감동을 주기 위해 고안된 기타 기능으로 가득 차 있었다. 이 스타일은 유럽 전역에서 모방되어 프랑스식 르네상스 정원, 영국 매듭정원, 17세기에 발전한 프랑스식 정원 스타일에 영향을 미쳤다.